# Lukáš Kalvach
Pour les articles homonymes, voir Kalvach.
Lukáš Kalvach, né le 19 juillet 1995 à Olomouc en Tchéquie, est un footballeur international tchèque qui évolue au poste de milieu défensif au Viktoria Plzeň.

## Biographie

### Carrière en club

#### Débuts professionnels
Lukáš Kalvach est formé par le club de sa ville natale, le Sigma Olomouc, mais c'est avec le club du FC MAS Táborsko, en deuxième division, où il est prêté durant la saison 2016-2017, qu'il fait ses débuts en professionnel.
Il est ensuite de retour au Sigma Olomouc, où il fait sa première apparition avec l'équipe première le 30 juillet 2017, lors de la première journée de la saison 2017-2018 contre le FK Mladá Boleslav. Il est titulaire ce jour-là et son équipe s'impose sur le score de deux buts à un.
Avec ce club il découvre la coupe d'Europe, jouant son premier match le 9 août 2018, face au club kazakh du FK Kaïrat Almaty, lors d'une rencontre qualificative pour la Ligue Europa 2018-2019. Il est titularisé et son équipe l'emporte par deux buts à un.

### Viktoria Plzeň
Le 16 mai 2019 est annoncé le transfert de Lukáš Kalvach au Viktoria Plzeň où il s'engage pour trois saisons. Il joue son premier match sous ses nouvelles couleurs le 13 juillet 2019, lors de la première journée de la saison 2019-2020, face à son ancien club, le Sigma Olomouc. Il est titularisé lors de cette rencontre que le Viktoria remporte par trois buts à un.

### Carrière en sélection nationale
Lukáš Kalvach honore sa première sélection avec la Tchéquie le 14 octobre 2019 contre l'Irlande du Nord où il est titularisé puis remplacé à la mi-temps par Vladimír Darida. Les Tchèques sont battus sur le score de trois buts à deux ce jour-là.